# Ekstremofil
Ekstremofil (latinsko extremus – skrajen + grško starogrško φιλία: philiā – ljubezen) je organizem, ki uspeva v fizikalnih in geokemičnih razmerah, škodljivih za večino drugih živih bitij. Večina ekstremofilov so mikrobi, in sicer mnoge vrste arhej ter bakterij, poleg tega pa med drugim spadajo med ekstremofile tudi mnogoščetinci vrste Alvinella pompejana, žuželke podreda Grylloblattidae, višji raki vrste Euphausia superba in počasniki (Tardigrada).
V nasprotju s tem imenujemo organizme, ki prebivajo v zmernih temperaturah (tj. med 15 °C  in 40 °C), mezofili, tiste, ki prebivajo v okolju z nevtralno vrednostjo pH, pa nevtrofili.

## Vrste ekstremofilov
Vsaka vrsta se nanaša na posamezno ekološko nišo (razmerje do preostalih delov ekosistema). Razvrstitev za vsak organizem oziroma skupino ni izključna, saj nekateri spadajo v dve ali več vrst; takim organizmom pravimo poliekstremofili. To so organizmi, ki živijo v vročih kamnih globoko pod zemeljskim površjem ter so termofili in barofili.
| Vrsta ekstremofila        | Značilnosti                                                                                                 | Organizmi                                                                                                  |
| ------------------------- | --- | --- |
| acidofil                  | najbolj raste pri pH ≤ 3                                                                                    | arheje redov Sulfolobales in Thermoplasmatales, bakterije debla Acidobacterium in reda Acidithiobacillales |
| alkalifil                 | najbolj raste pri pH ≥ 9                                                                                    | Geoalkalibacter ferrihydriticus, Bacillus okhensis, Alkalibacterium iburiense                              |
| barofil oziroma piezofil  | najbolj raste pri visokem tlaku                                                                             | bakterije rodu Halomonas                                                                                   |
| endolit                   | prebiva v mikroskopskih prostorih v kamnih                                                                  | nekatere arheje                                                                                            |
| halofil                   | potrebuje vsaj 0,2 M NaCl                                                                                   | bakterije rodu Halobacterium, alga vrste Dunaliella salina                                                 |
| hipertermofil             | uspeva pri temperaturah od 80 do 122 °C                                                                     | arheje rodu Methanopyrus in Aquifex ter vrst Pyrolobus fumarii in Pyrococcus furiosus                      |
| hipolit                   | prebiva v kamnih v mrzlih puščavah                                                                          | nekatere modrozelene cepljivke                                                                             |
| litoavtotrof              | edini vir ogljika je CO2 (avtotrof), energijo pridobiva iz oksidacije anorganskih snovi (kemo- in litotrof) | litotrofi, kot je npr. Nitrosomonas europaea                                                               |
| metalotolerant            | prenaša visoke koncentracije raztopljenih ionov težkih kovin, kot so arzen, baker, cink in kadmij           | Ferroplasma sp., Ralstonia metallidurans                                                                   |
| kriofil oziroma psihrofil | uspeva pri temperaturah ≤ 15 °C                                                                             | snežne alge                                                                                                |
| kserofil                  | uspeva na izjemno suhih območjih                                                                            | kaktusi, velbičevka in Trichosporonoides nigrescens                                                        |
| oligotrof                 | uspeva v okolju s pomanjkanjem hranilnih snovi                                                              | bakterija vrste Pelagibacter ubique                                                                        |
| osmofil                   | najboljše raste pri visokih koncentracijah sladkorjev                                                       | kvasovke rodu Debaryomyces ter vrst Saccharomyces bailii, S. cerevisiae in S. rouxii                       |
| radioodporen              | odporen proti visokim dozam ionizirajočega sevanja                                                          | bakterija vrste Deinococcus radiodurans, radiotrofne glive                                                 |
| termofil                  | uspeva pri temperaturi od 60 do 80 °C                                                                       | Thermococcus, Thermus aquaticus                                                                            |
| termoacidofil             | kombinacija acido- in termofila; temperatura od 70 do 80 °C in pH od 2 do 3                                 | |

## Evolucijski pogled
Prilagajanje je pri ekstremofilih v letih evolucije zahtevalo velike spremembe pri prerazporeditvi "surovin", kot sta kemična energija in ogljik. Te zahteve so pogosto omejile širitev tovrstnih organizmov v druga okolja. Koren besede -fil, ki v grščini izvorno pomeni "ljubezen", je s tega vidika včasih pretiravanje, saj je prilagajanje lahko le neobvezno. Na primer halofilna rastlina Atriplex halimus v suhih in slanih puščavah raste kot nizko grmičevje z majhnimi listi v blagih razmerah, na rodovitni zemlji in ob zadostni količini vode pa lahko zraste mnogo višje z velikimi listi. Ta fenotip je pomembna evolucijska prednost.
V nasprotju s splošnim napačnim prepričanjem, da je večina ekstremofilov prokariontov, se ekstremofili raztezajo po celotnem evolucijskem drevesu. Slednje je praktična posledica prilagoditev stresu v okolju, kar je osrednja gonilna sila v evoluciji.
Ekstremofili so se na stres prilagodili različno: če so npr. v okolju strupene soli kovin, jih organizem izloči, v okoljih z visokimi temperaturami imajo organizmi stabilne zgradbe beljakovin, pri nizkih temperaturah pa se zmrzovanju vode uprejo s protizmrzovalnimi sestavinami, kot so protizmrzovalne beljakovine. Mnogo ekstremofilov se stresnemu okolju v bistvu ne prilagodi, ampak se mu izogne, na primer dormantne bakterije in rastlinska semena, ki rastejo in se razvijajo v ugodnih razmerah.
Poseben primer ekosistema je okoli globokomorskih hidrotermalnih vrelcev, kjer so primarni vir energije molekule, iz katerih se lahko energija sprosti sorazmerno lahko; taka molekula je metan (CH4), ki ga privzemajo nekatere bakterije (metanotrofi). Po nekaterih teorijah naj bi bili ti vrelci izvor prvih začetkov življenja, nato pa naj bi se primitivne oblike organizmov razširile na druga območja.

## Ekstremofili in astrobiologija
V astrobiologiji ekstremofile stalno raziskujejo, saj naj bi bili mnogi tovrstni organizmi sposobni prebivati v razmerah, podobnih na drugih planetih. Že sam obstoj ekstremofilov in morebitni obstoj podobnih zunajzemeljskih razmer povečata verjetnost za obstoj zunajzemeljskega življenja, vsaj na enocelični ravni. Na Marsu so morda območja permafrosta globoko pod površjem in bi lahko vsebovala skupnosti endolitov. Prav tako bi lahko bili organizmi v oceanu pod površjem na Jupitrovem naravnem satelitu Evropa. 
V okviru panspermije, po kateri naj bi se življenje v vesolju razširjalo z meteoriti, asteroidi in podobnimi nebesnimi telesi, bi bil prvi kandidat za to organizem, ki bi lahko uspeval v suhem okolju z radioaktivno odpornostjo; tak organizem bi lahko bil bakterija Deinococcus radiodurans.
Ekstremofili so zelo verjetno sposobni preživeti v vakuumu vesolja. Aprila leta 1967 je npr. sonda Surveyor 3 pristala na Luni, dve leti in pol pozneje pa jo je obiskala odprava Apolla 12, ki je televizijsko kamero odstranila in jo v zapečateni posodi odnesla nazaj na Zemljo. Namen je bil ugotoviti odpornost delov sonde proti skrajnim temperaturnim nihanjem, vakuumu in močnemu sončnemu obsevanju. V strogih sterilnih razmerah laboratorija so vzeli mikrobiološke vzorce, ki so pokazali rast znanih bakterijskih vrst. Omenjene bakterije so očitno preživele take skrajne razmere, globoko v napravo pa so verjetno zašle med samo izdelavo kamere (torej še pred izstrelitvijo sonde), ko je tehnik kihnil. Ob upoštevanju strogih razmer med prevozom in v laboratoriju je kontaminacija zelo malo verjetna.

## Praktična uporaba
Specialni prilagoditveni mehanizmi ekstremofilov imajo nemalokrat praktičen pomen za človeštvo. Mnogo biomolekul, kot so encimi in antibiotiki, ki izvirajo iz ekstremofilov, se uporablja v industrijskih procesih. Znanstveniki trenutno proučujejo možnost prenosa odpornih lastnosti ekstremofilov proti slabo odpornim kulturnim rastlinam in živalim.
Najbolj znana je verižna reakcija s polimerazo (PCR), ki sloni na encimih, ki so odporni proti visokim temperaturam (95 °C), potrebne za ločevanje verig DNA; ena takih polimeraz, tj. polimeraza Taq, je bila izolirana iz arheje Thermophilus aquaticus. Metoda PCR je danes široko uporabljena v laboratorijskih poskusih in v medicini, npr. za prepoznavanje bakterijskega in virusnega seva, genetsko testiranje posameznika ter v forenziki. Industrijsko zanimivi so tudi encimi alkalifilov, ki jih dodajajo biološkim pralnim praškom, encimi acidofilov, ki vse bolj postajajo pomembni pri t. i. mikrobnem luženju dragocenih kovin iz rud (npr. baker, zlato in uran), ter encimi kriofilov, ki se lahko uporabijo v milih in detergentih za pranje v mrzli vodi ter za katalizo reakcij, ki jih je treba izvesti v hladnem okolju. Industrija si tudi veliko obeta od izkoriščanja ekstremofilov za čiščenje okolja in razgradnjo strupenih snovi, kot so nafta, pesticidi in topila.